# 인둘리스 엠시스
인둘리스 엠시스(라트비아어: Indulis Emsis, 1952년 1월 2일~)는 라트비아의 정치인이다. 소속 정당은 라트비아 녹색당이다.
1975년 라트비아 대학교 생물학과를 졸업했다. 2004년 3월 9일부터 2004년 12월 2일까지 제18대 라트비아의 총리를 역임했다. 2006년부터 2007년까지 라트비아의 의회인 사에이마의 의장을 역임했다.